# Андрейченко, Наталья Георгиевна
Наталья Георгиевна Андре́йченко (род. 10 июня 1966, Николаев) — советский и украинский кинорежиссёр.

## Биография
Родилась 10 июня 1966 года.
В 1991 году окончила режиссёрское отделение КГИТИ имени И. К. Карпенко-Карого (мастерская В. Б. Кисина). Член Экспертной комиссии по вопросам кинематографии Государственного агентства Украины по вопросам кино. Член НКСУ.

## Фильмография
- 1989 — Фокстрот
- 1990 — Воскресный побег
- 1991 — Ночь о любви
- 1994 — Шамара

## Награды
- Государственная премия Украины имени Александра Довженко (1996) — за весомый вклад в развитие отечественного киноискусства[4].